# Lancia ruptilineella
Lancia ruptilineella là một loài bướm đêm trong họ Crambidae.